# Pagaruša
Pagaruša (albanska: Pagarushë, makedonska: Пагаруша) är en ort i Nordmakedonien. Den ligger i kommunen Studeničani, i den centrala delen av landet, 13 kilometer söder om huvudstaden Skopje. Pagaruša ligger 558 meter över havet och antalet invånare är 286.